# 1997 EW25
1997 EW25 är en asteroid i huvudbältet som upptäcktes den 3 mars 1997 av den japanske amatörastronomen Tomimaru Okuni vid Nanyō-observatoriet.
Asteroiden har en diameter på ungefär 2 kilometer.